# Psilocerea catenosa
Psilocerea catenosa là một loài bướm đêm trong họ Geometridae.